# Flüssiggas

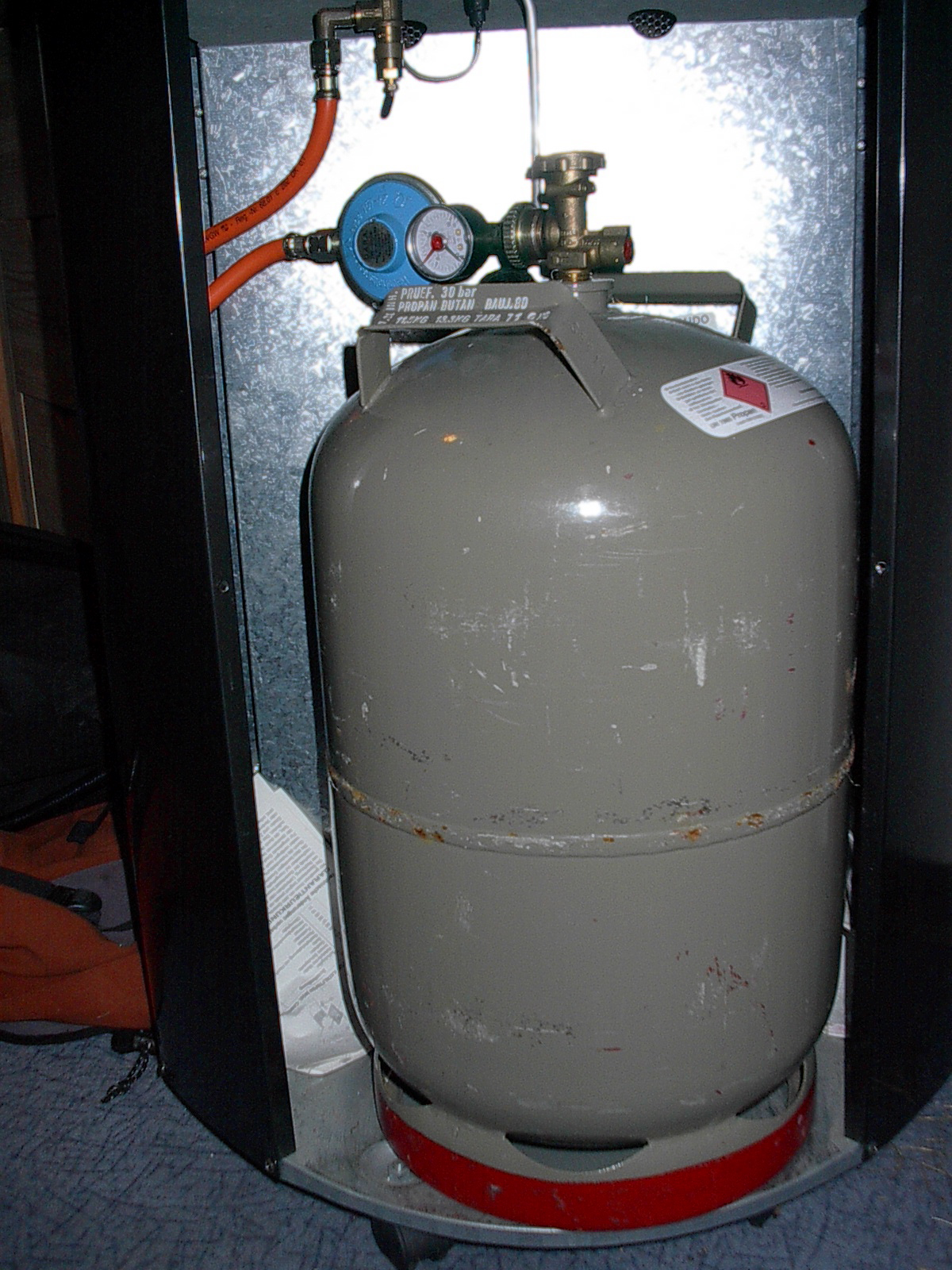
Gasflasche gefüllt mit Propan, angeschlossen mit Druckminderer an einem Gas-Katalytofen

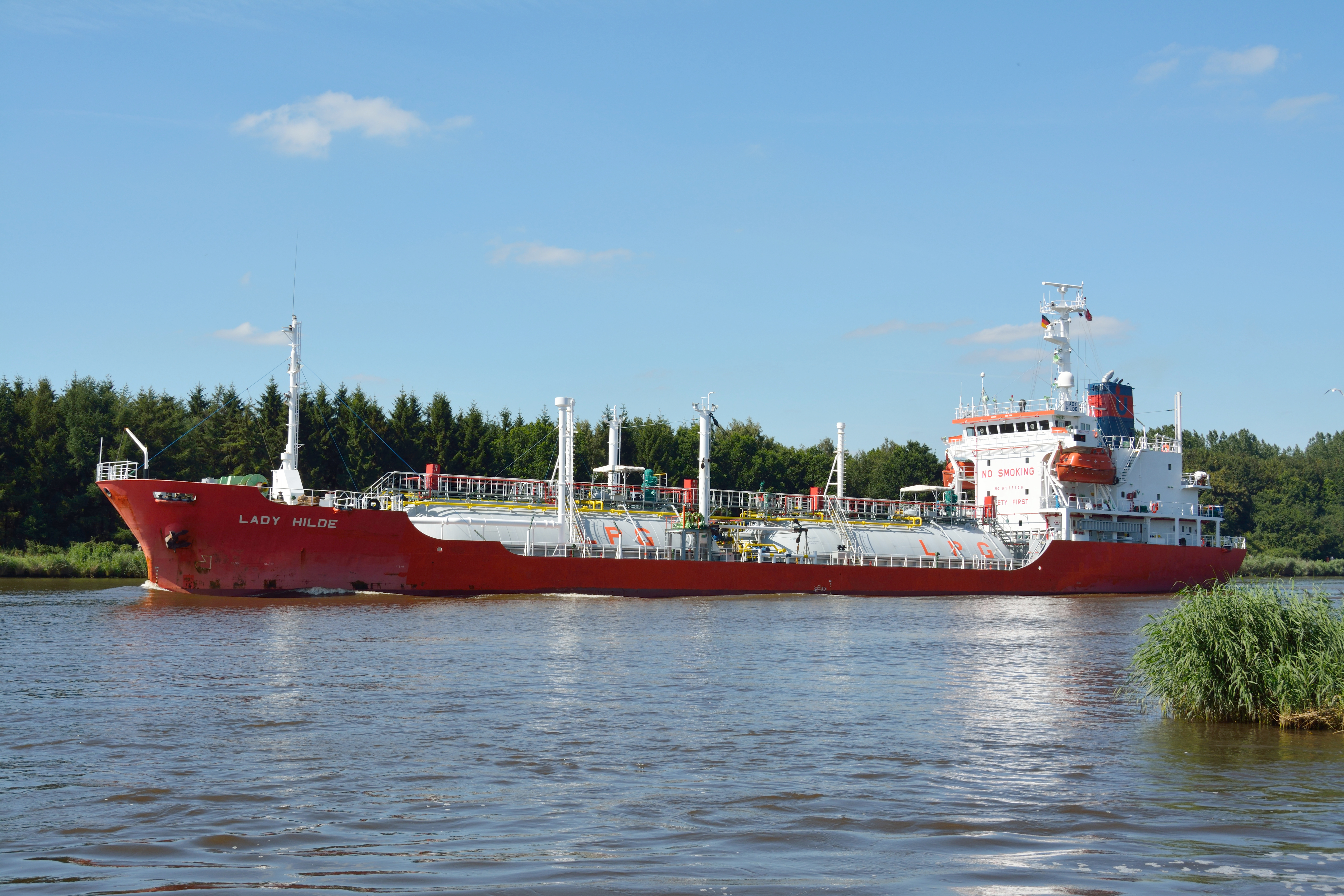
Flüssiggastanker auf dem Nord-Ostsee-Kanal

Als Flüssiggas werden durch Kühlung oder Kompression verflüssigte Gase bezeichnet, die entweder bei Normaldruck aufgrund der Verdampfungsenthalpie bei entsprechender Wärmeisolation kalt und flüssig bleiben (zum Beispiel Sauerstoff und Stickstoff in entsprechenden Gasflaschen oder -tanks) oder, um flüssig zu bleiben, unter Druck stehen (zum Beispiel Propan und Butan in Feuerzeugen, Camping-Gasflaschen oder größeren Vorratstanks von Heizungsanlagen).
Flüssiggas (LPG) fällt bei der Erdölraffinierung und bei der Förderung von Erdöl und Erdgas an und ist damit ein fossiler Energieträger. Außer zum Heizen und Kochen dient es als Treibstoff für Fahrzeuge mit Ottomotor. Das Mischgas wird daher auch Campinggas bzw. Autogas genannt. Flüssiggas findet zudem als echtes Treibgas für Sprühdosen Verwendung. Speziell aufbereitet dient es auch als FCKW-freies Kältemittel in Kühlschränken und Klimaanlagen.
Flüssiggas (LPG) wird nicht durch Pipelines transportiert, sondern mit großen Seeschiffen, kleinen Binnenschiffen, Bahnkesselwagen und über Straßentankwagen zum Händler oder auch zum Flüssiggastank des Endverbrauchers oder der Autogastankstelle. Diese vielseitigen Transportmöglichkeiten ergeben sich daraus, dass Propan und Butan bei Umgebungstemperatur und vergleichsweise geringem Überdruck flüssig bleiben.

## Nomenklatur
Im allgemeinen Sprachgebrauch versteht man unter Flüssiggas oft nur LPG (von engl. Liquified Petroleum Gas; in der Schweiz teils auch GPL, aus franz. Gaz de pétrole liquéfié), das heißt kurzkettige Kohlenwasserstoffe, wie Propan und Butan sowie deren Gemische, die bei Raumtemperatur und geringer Kompression (< 10 bar) flüssig bleiben. Die Bezeichnung NGL (von engl. Natural Gas Liquids) umfasst sämtliche in Erdgas enthaltenen Kohlenwasserstoffe mit Ausnahme von Methan. Sie schließen daher auch das Ethan ein, das in seinen physikalischen Eigenschaften dem Methan noch recht ähnlich ist und meist nicht in LPG enthalten ist, sondern eher aufbereitetem Erdgas wieder beigegeben wird.
Von LPG unterscheiden sich Flüssigerdgas, LNG (von engl. Liquified Natural Gas), und flüssiges Biomethan, LBM (von engl. Liquified Biomethane). Sie bestehen überwiegend aus fossilem Methan (ca. 90 bis 98 Vol.-%) bzw. aus Biomethan (bis 99,8 %), welche durch Abkühlung auf −161 bis −164 °C verflüssigt und bei dieser Temperatur transportiert und gelagert werden.

## Eigenschaften von LPG
Flüssiggas besteht aus einer oder mehreren leicht verflüssigbaren Kohlenwasserstoff-Verbindungen (CmHn) mit drei oder vier Kohlenstoff-Atomen. Dies können sein:
- Propan C3H8
- Propen (Propylen) C3H6 (mit Doppelbindung)
- Butan C4H10
- Buten (Butylen) C4H8 (mit Doppelbindung)
- Isobutan (Methylpropan) C4H10
- Isobuten (Methylpropen) C4H8 (mit Doppelbindung)

Oftmals besteht es nur aus Propan und Butan (zum Beispiel Autogas und Campinggas).

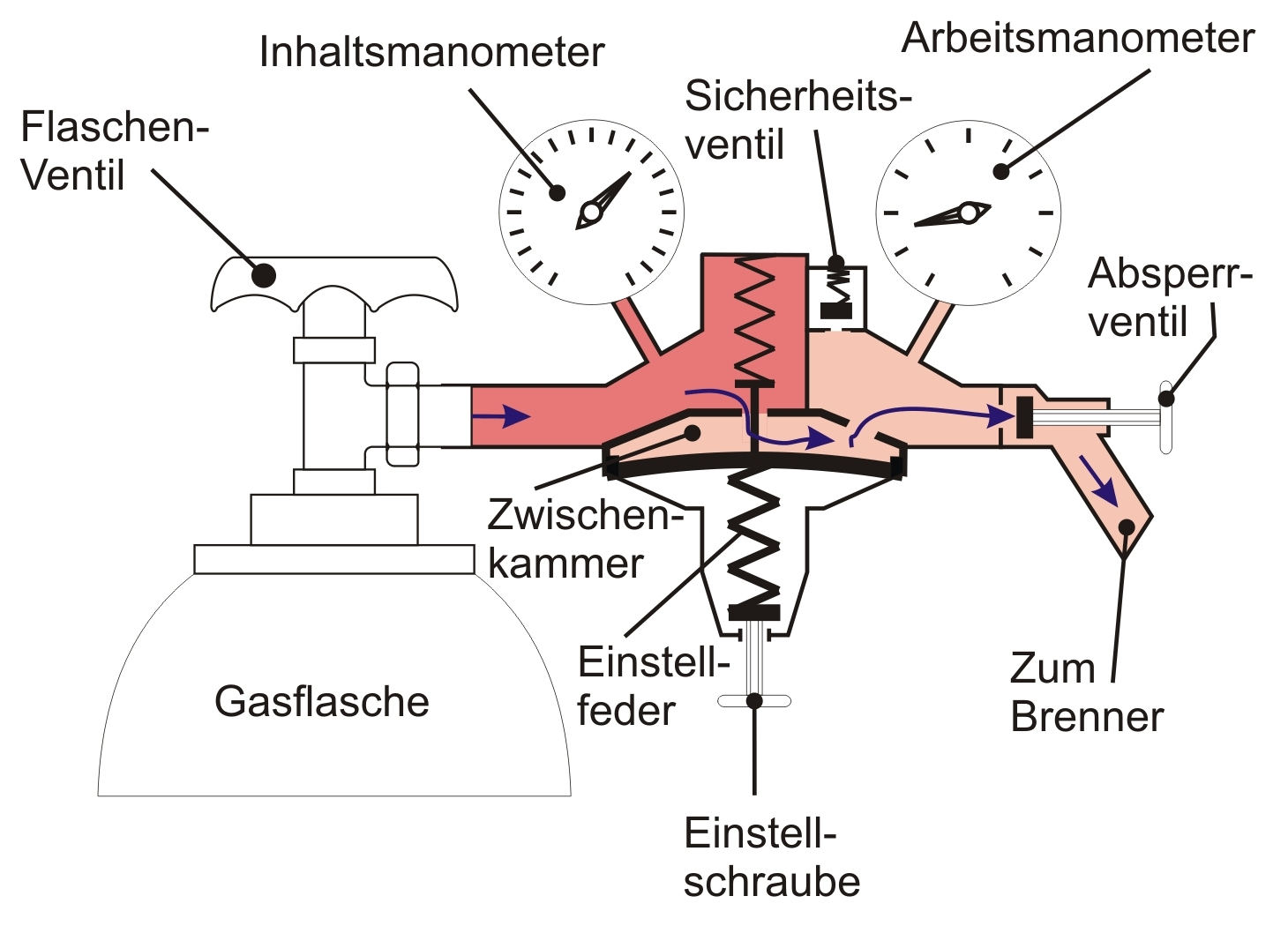
Funktionsschema eines Druckreglers

Flüssiggas hat im gasförmigen Aggregatzustand eine höhere Dichte als Luft. Es wird unter Druck transportiert und gelagert. Bei Zimmertemperatur tritt bereits ab einem Druck von etwa 8 bar Verflüssigung des Gases ein, wobei das Volumen des verflüssigten Materials auf etwa 1⁄260 reduziert wird. In einem geschlossenen Druckbehälter stellt sich somit ein Druckgleichgewicht zwischen Gas und Flüssigkeit ein (Dampfdruck). Gasförmiges Flüssiggas ist leicht brennbar und bildet explosive Gemische mit Luft. Die Explosionsgrenzen liegen je nach Kohlenwasserstoff-Gemisch zwischen 1,5 und 11 Vol.-% in der Luft.
Der Siedepunkt ist abhängig vom Mischungsverhältnis. Er liegt für ein Propan-Butan-Gemisch bei einem Umgebungsdruck von 1 bar zwischen −42 °C (reines Propan) und −0,5 °C (reines Butan).
Transporte müssen über eine Gefahrgutkennzeichnung nach ADR verfügen (UN-Nummer 1965 und Kemler-Zahl 23). Versuche zum Seetransport wurden spätestens 1959 durchgeführt, als die «Methane Pioneer» am 31. Januar 1959 mit 2200 Tonnen flüssigem Methan von Louisiana zur Canvey-Insel in der Themsemündung auslief. Sieben solche Versuchsfahrten wurden mit diesem Schiff unternommen.
Flüssiggas hat einen Heizwert von 46,33 MJ/kg (12,87 kWh/kg), einen Brennwert von 50,33 MJ/kg (13,98 kWh/kg) und bei 20 °C und Überdruck eine Dichte von 540 kg/m³ (Propan 500 kg/m³ 8,4 bar und Butan 580 kg/m³ 2,1 bar)

## Verwendung

### Als Brenngas zur Wärmeerzeugung

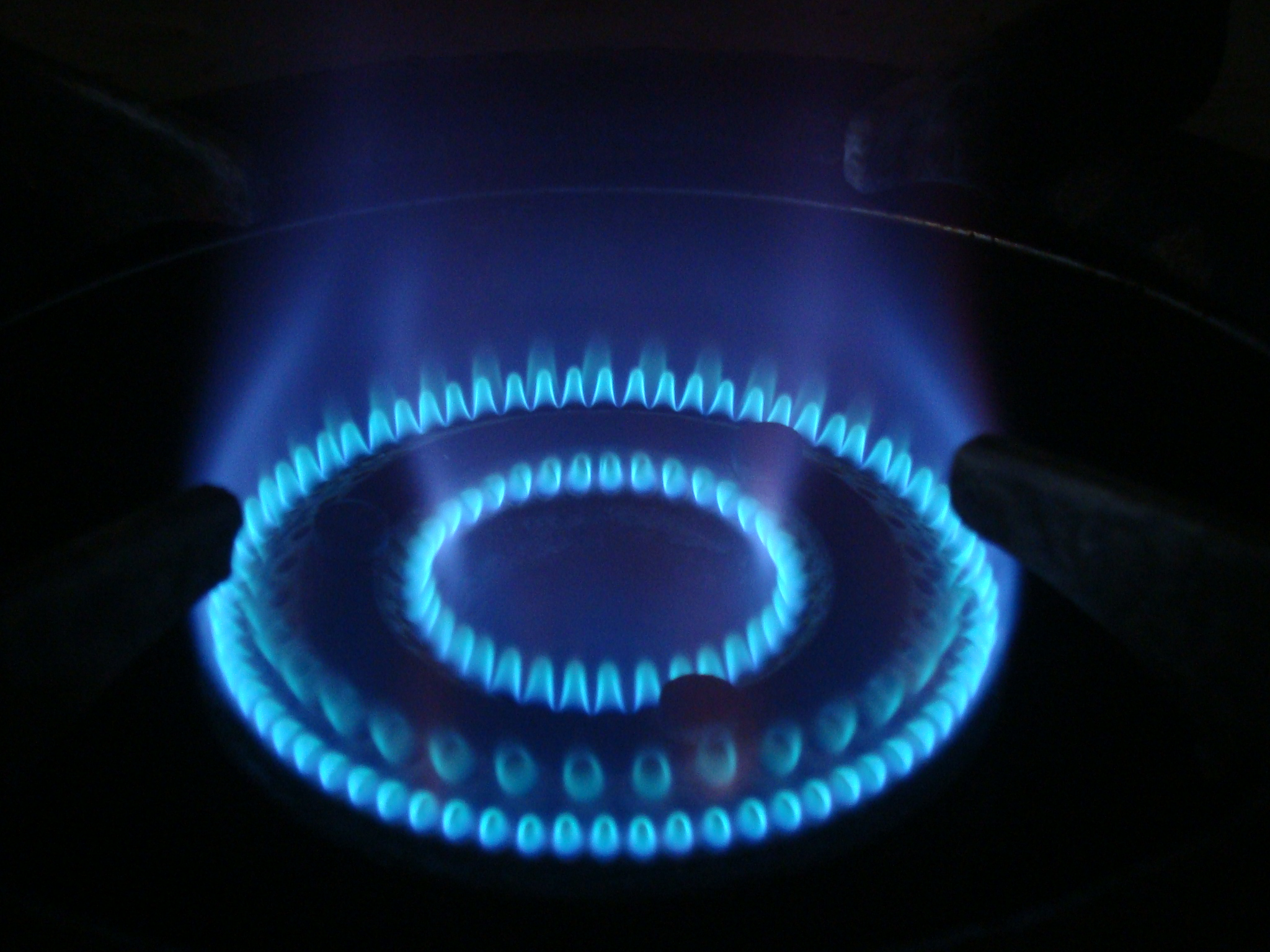
Flüssiggasflamme bei einem Gasherd

Flüssiggas wird unter anderem zum Heizen und Kochen genutzt. Es wird dazu beim Verbraucher in Flüssiggaslagerbehältern (Volumen einige hundert bis mehrere tausend Liter) gelagert, die durch Tankfahrzeuge befüllt werden. In vielen Gegenden in Europa ist es speziell im ländlichen Raum für Heizzwecke von Einfamilienhäusern anzutreffen. Dabei sind auch kleine Flüssiggasnetze üblich, bei denen gasförmiges Flüssiggas in einem Niederdrucknetz von einem zentralen Flüssiggaslagerbehälter aus in die zu versorgenden Häuser geleitet wird. Im Vergleich mit Heizöl sorgt Flüssiggas als Heizenergieträger für deutlich weniger Feinstaub und einen etwas geringeren CO2-Ausstoß.
Im Haushalt, zum Beispiel in Gasgrills, werden meist Gasflaschen mit einer Füllmasse von 5 kg (D, CH), 7,5 kg (CH), 10 kg/10,5 kg (CH), 11 kg (D) oder 33 kg (D) verwendet. In kleineren Mengen wird es in Gasflaschen oder in Gaskartuschen, etwa beim Camping für Kochen und Grillen, für die Heizung in Wohnwagen oder Wohnmobilen verwendet. In Frankreich, Südeuropa und vielen anderen Ländern der Welt ist das Kochen mit Flüssiggas sehr verbreitet, im Gegensatz zu Deutschland oder der Schweiz, wo dies wenig praktiziert wird. Während in Südeuropa für Flaschengas Butan verwendet wird, wird in Deutschland und in der Schweiz Propan in die großen Campinggasflaschen abgefüllt. In den kleinen Campinggaskartuschen wird auch eine Mischung aus Butan und Propan verwendet. Reines Butan wird als Feuerzeuggas in handelsüblichen Feuerzeugen vielfach eingesetzt. Dabei hat n-Butan den Nachteil, dass es bei Temperaturen unter −0,5 °Celsius (Siedepunkt) auch bei normalem atmosphärischem Druck flüssig bleibt. Auch wenn die Handwärme meist für eine ausreichende Temperaturerhöhung genügt, ist Isobutan wegen des niedrigeren Siedepunktes (−11,7 °C) besser geeignet.
In Deutschland ist bei Einhaltung aller Sicherheitsvorschriften sowie Installation und Abnahme durch einen Sachkundigen (gem. TRF Technische Regeln Flüssiggas 2012) das Kochen mit Gasflasche (bis maximal 16 kg) in der Küche erlaubt.
Des Weiteren werden Brenner für verschiedenste Anwendungen mit Flüssiggas betrieben, beispielsweise
- der Bunsenbrenner im Chemielabor
- zum Hart- und Weichlöten, zum Schweißen und zum Brennschneiden in der Metallverarbeitung
- im Bauhandwerk zum Flämmen (erhitzen, erschmelzen) von bitumenhaltigen Werkstoffen, unter anderem für die Abdichtung der Mauern von Tiefbauwerken sowie von Flachdächern (siehe auch Bitumen-Schweißbahn) oder Terrassen.
- im Schlachthof zum Versengen von Fell und Borsten geschlachteter Tiere.

### Als Kältemittel
In Klimaanlagen wird Flüssiggas anstatt der ozonschädlichen FCKW und der klimaschädlichen FKW als Kältemittel eingesetzt.

### Als Kraftstoff
Ein Gemisch aus Propan und Butan ist als Autogas oder LPG an Tankstellen erhältlich und wird von dafür ausgestatteten Ottomotoren als Treibstoff genutzt. Das Mischungsverhältnis variiert dabei je nach Land, Jahreszeit und Anbieter. Dieses Flüssiggas wird bei Umgebungstemperatur mit einem Druck von 10 bis 12 bar in flüssigem Zustand über spezielle Anschlüsse in den Fahrzeugtank gepumpt.

### Als Erdgas-Ersatz
Infolge des Russisch-Ukrainischen Krieges (seit Februar 2022) und der damit einhergehenden Erdgasknappheit haben viele deutsche Industriebetriebe ihre Brenngasversorgung ersatzweise auf Flüssiggas umgestellt. Diese Flüssiggas-Anlagen bestehen üblicherweise aus einem (erdgedeckten) Tank, Pumpe, Verdampfer und Gasmischanlage. Die Flüssiggas-Luft-Mischanlage erzeugt aus Flüssiggas und Umgebungsluft kontinuierlich ein Gasgemisch, dessen Wobbe-Index oder volumetrischer Brennwert dem des ursprünglich verwendeten Erdgases entspricht. Beim Betrieb der Anlagen kann die bestehende Leitungsinfrastruktur ab dem Einspeisepunkt (Erdgas/Mischgas) prinzipiell weiter genutzt werden, jedoch ist hierbei zusätzlich mindestens ein auf die lokalen Gegebenheiten abgestimmtes Druckregelungssystem nötig. Aufgrund der großen Mengen (bis zu 10.000 Nm³/h) ist zudem eine Überwachung des Sauerstoffanteils im Gasgemisch aus Brand- und Explosionsschutzgründen erforderlich.

## Herstellung
Flüssiggas kann aus Erdgas gewonnen werden. Bei diesem Verfahren werden saure Komponenten wie Schwefelwasserstoff durch eine Behandlung mit alkalischen Medien entfernt. Zudem fällt es in Erdölraffinerien bei der Verarbeitung von Rohöl an. Dabei wird die Flüssiggasfraktion beispielsweise durch Destillation oder andere Verfahren von anderen Erdölprodukten getrennt. Je nach verwendetem Verfahren kann die Zusammensetzung des Flüssiggases variieren. Sogenanntes Bio-Flüssiggas fällt unter anderem bei der Hydrierung von Fetten und Ölen an. Dabei wird der Glycerinanteil der Fettsäureester direkt zu Propan hydriert. Eine allgemeine Reaktionsgleichung für diese Reaktion ist: 
{\displaystyle {\ce {C3H5(RCOO)3 + 12 H2 -> C3H8 + 3 RCH3 + 6 H2O}}}

## Sicherheitsbestimmungen

### Europa
Der Transport von Flüssiggas wird durch die ADR-Bestimmungen geregelt.

### Deutschland
Flüssiggaslagerbehälter-Anlagen sind überwachungsbedürftige Anlagen nach der Betriebssicherheitsverordnung, sie müssen daher vor der Inbetriebnahme und in bestimmten Fristen wiederkehrend durch eine zugelassene Überwachungsstelle geprüft werden. Auch die Bestimmungen der Betriebssicherheitsverordnung hinsichtlich des Explosionsschutzes sind zu beachten.
Besondere Maßnahmen sind erforderlich bei Arbeiten unter Erdgleiche (Keller und ähnliches), da Flüssiggas schwerer als Luft ist und sich als „See“ sammeln kann. Auch Bodenöffnungen (Kanaldeckel, Luken, Kellerabgänge) sind in die Sicherheitsbetrachtung einzubeziehen.
In Deutschland sind Beschränkungen speziell für Garagen offiziell aufgehoben, entsprechende Hinweisschilder sind hier ohne Belang.
Für den Bereich Flüssiggas gibt es in Deutschland weiterhin die sogenannte Technische Regel für Flüssiggas (TRF), die den Stand der Technik und die einschlägigen, anerkannten Regeln der Technik zusammenfasst. In ihr sind die Anforderungen an das Inverkehrbringen, Errichten und Betreiben von Flüssiggasanlagen aus den geltenden Vorschriften und Normen, zum Beispiel Druckgeräterichtlinie, Betriebssicherheitsverordnung (BetrSichV) und deren Technische Regeln (TRBS), DIN EN etc. übernommen, zusammengefasst und umgesetzt worden.
Bei einem Einsatz eines Flüssiggas-Behälters von ≥ 3 t Lagerkapazität ist ein Genehmigungsverfahren nach dem Bundesimmissionsschutzgesetz erforderlich. Details dazu sind in der 9. Bundesimmissionsschutz-Verordnung geregelt. Bei einem 29 t Behälter (≥ 9 t und < 30 t) ist ein vereinfachtes Verfahren ohne eine öffentliche Auslegung erforderlich. Derzeit gibt es gerade mehrere Referentenentwürfe zur Änderung von Gesetzen und Verordnungen (des Bundes) zur Bewältigung der Gasmangellage. Eine Änderung soll auch die Änderung der 4. BImSchV umfassen und die Mengenschwelle, ab der ein förmliches Genehmigungsverfahren erforderlich wird, auf 50 t erhöhen.
Grundsätzlich gelten die TRBS 3146 „Ortsfeste Druckanlagen für Gase“ für das Errichten, Aufstellen, und Befüllen. Gemäß § 3 BetrSichV und § 6 GefStoffV sind alle Gefährdungen zu ermitteln, die beim Errichten, Aufstellen, Befüllen, Lagern, Entleeren, Instandhalten, Stillsetzen und Demontieren von ortsfesten Druckanlagen für Gase auftreten können. Zur Gefährdungsbeurteilung bei Tätigkeiten mit Gasen siehe TRGS 407 Bei einem 165 t Behälter ist ein förmliches Verfahren mit einer öffentlichen Auslegung erforderlich.
In jedem Fall ist zu prüfen, ob durch den zusätzlichen Einsatz von Propan/Flüssiggas Mengenschwellen im Sinne der Störfallverordnung überschritten werden. Hieraus könnten sich zusätzliche Dokumentations- und Prüfpflichten ergeben. Die Lagerung von Propan fällt ab 50 t bereits unter die Störfallverordnung, d. h., Anlagen, die bisher keine Störfallanlage waren, fallen dann erstmalig unter die Anforderungen der Störfallverordnung, unabhängig davon, welche störfallrelevanten Stoffe sonst noch gehandhabt werden.

### Österreich
Die österreichische Flüssiggas-Verordnung gilt für die Lagerung, Abfüllung, Umfüllung und Verwendung von Flüssiggas.
Innerhalb Österreichs sind die Verordnungen bezüglich Garagen nicht einheitlich, da sie in die Kompetenz der Bundesländer fallen.

## Narkosewirkung
Feuerzeuggas hat beim Inhalieren eine narkotisierende Wirkung. Der Grund dafür ist ein Sauerstoffmangel im Gehirn, der eine Ohnmacht oder auch die Einstellung der Atemtätigkeit auslösen kann – mit möglicherweise tödlichen Folgen. Die neurotoxische Wirkung führt zu Herzrhythmusstörungen sowie Schäden an Gehirn und Nervensystem.

## Flüssiggas Umsatz

### Deutschland
Monatsberichte Amtliche Mineralöldaten für die Bundesrepublik Deutschland des Bundesamt für Wirtschaft und Ausfuhrkontrolle;
in Tonnen:
| Jahr | Monat     | Brutto Raffinerie-Erzeugung | Importe aus der EU | Import aus Dritt-Ländern | Gesamt-Aufkommen |
| ---- | --------- | --------------------------- | ------------------ | ------------------------ | ---------------- |
| 2023 | September | 211,323                     | 77,015             | 5,098                    | 261,697          |
|      | Oktober   | 166,225                     | 61,950             | 14,047                   | 204,165          |
|      | November  | 113,112                     | 98,949             | 3,444                    | 212,439          |
|      | Dezember  | 199,396                     | 79,275             | 14,574                   | 297,255          |
| 2024 | Januar    | 248,185                     | 84,792             | 17,063                   | 277,929          |
|      | Februar   | 284,117                     | 118,866            | 18,697                   | 336,689          |
|      | März      | 343,253                     | 104,700            | 22,160                   | 370,136          |
|      | April     | 352,429                     | 106,013            | 16,360                   | 371,170          |
|      | Mai       | 342,198                     | 79,593             | 14,491                   | 351,722          |
|      | Juni      | 327,952                     | 100,322            | 6,359                    | 341,556          |
|      | Juli      | 350,649                     | 79,477             | 7,741                    | 344,329          |
|      | August    | 342,333                     | 82,376             | 3,641                    | 332,615          |
|      | September | 285,598                     | 57,936             | 13,045                   | 286,845          |